# Toulavý kočárek

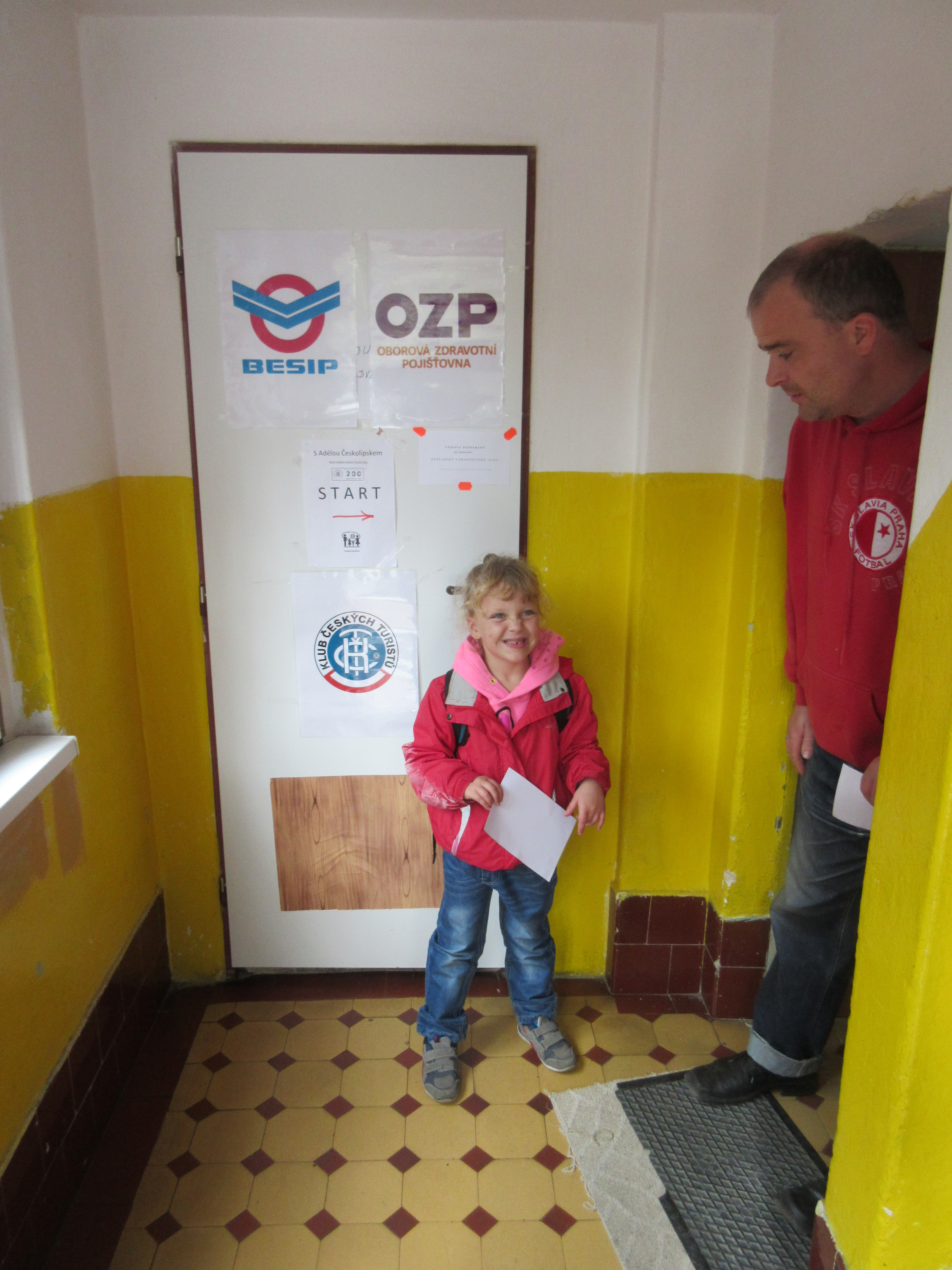
Pochod S Adélou Českolipskem s logy sponzorů akce a Toulavého kočárku, říjen 2015

Toulavý kočárek je jedním z řady projektů  Klubu českých turistů pro turistickou veřejnost, zaměřený zejména na rodinnou turistiku s kočárkem. 

## Historie
Projekt Toulavý kočárek nahradil původní dlouholetý projekt Toulavý náprstek. První ročník byl zahájen v lednu 2013. V roce 2014 se k projektu přihlásili organizátoři 33 akcí, o rok později  56.

## Organizace
Celou oblast zahrnující projekty Turistická rodina a Toulavý kočárek má na starost Sekce rodinné turistiky Programové rady KČT. Jednotlivé akce pak připravují turistické odbory v desítkách měst a obcí po celé republice. K projektu se přihlašují svými tradičními akcemi, jako je Pohádkový les, různé i tradiční pochody, které zahrnují také nenáročnou trasu do 10 km, kterou bez problémů může projet rodič s kočárkem. I kvůli starším sourozencům je trasa doplněna hrami a kvízy.
Projekt je zaštítěn nejen Klubem českých turistů, ale i dalšími partnery a sponzory. Používá svá razítka, diplomy s logem Toulavého kočárku a další materiály vyhledávané účastníky těchto akcí.  